# Slag bij Gibeon
De Slag bij Gibeon was volgens Jozua 10 in de Hebreeuwse Bijbel een veldslag tussen de Israëlieten en vijf volken die woonden in Kanaän, die de Amorieten worden genoemd.
Net als voor de overige verhalen in Jozua is er geen enkele archeologische ondersteuning gevonden voor dit verhaal. Ze moeten worden gezien in het perspectief van de ontwikkeling van de deuteronomistische geschiedenis. Zo wordt in het verhaal gezegd dat dit werd gebaseerd op het "Boek van de oprechte" (Jozua 10:13) en wordt Adonisedek koning van Jeruzalem genoemd, terwijl in Jozua 15:8 en 18:28 wordt gesproken over "Jebus (het huidige Jeruzalem)".

## Verhaal
Koning Adonisedek van Jeruzalem had gehoord dat Jozua Jericho en Ai had ingenomen en alle inwoners gedood en dat de Gibeonieten een verbond hadden gesloten met de Israëlieten. Hij en zijn volk werden doodsbang dat zij ook zouden worden aangevallen. Daarom riep hij de hulp in van koning Hoham van Hebron, koning Piream van Jarmut, koning Jafia van Lachis en koning Debir van Eglon. Hij stelde voor samen de Israëlieten en Gibeonieten aan te vallen. De vijf koningen sloten een verbond, sloegen hun kamp op bij Gibeon en trokken ten strijde tegen die stad.
De mannen van Gibeon stuurden boden naar Jozua in Gilgal en smeekten hem om hen te helpen. Jozua en het krijgsvolk trokken daarom 's nachts ten strijde en overvielen de vijand bij verrassing. Toen de soldaten van de vijand hen zagen aankomen, raakten ze in paniek en vluchtten. De Israëlieten achtervolgden ze en brachten ze een zware nederlaag toe. God hielp ze daarbij door uit de hemel grote hagelstenen op de vijand te gooien. Er sneuvelden meer soldaten door de hagelstenen dan door het zwaard.
Om de vijand volledig te kunnen verslaan bad Jozua tot God om de zon te laten stilstaan, wat Hij deed. De Israëlieten doodden alle soldaten tot de laatste man.
De vijf koningen hadden zich verscholen in een grot bij Makkeda. Jozua liet de grot met grote stenen afsluiten en zette er een wachtpost bij. Nadat alle soldaten waren gedood, keerden ze terug naar de grot en Jozua liet de koningen eruit halen en bij hem brengen. Hij liet de aanvoerders van zijn leger hun voet op de nek van de koningen zetten en daarna sloeg hij de koningen dood. Hun lijken liet hij aan vijf bomen ophangen, tot aan de avond. Bij zonsondergang werden de lijken van de bomen gehaald en in de grot gegooid, die met grote stenen werd afgesloten.

## Trivia
- Het verhaal over de zon die zou hebben stilgestaan, werd gebruikt in de Scopes-rechtszaak om de wetenschappelijke gebreken van de Bijbel te demonstreren.